# 科雷馬山脈
科雷馬山脈是俄羅斯的山脈，位於西伯利亞東北部馬加丹州，延伸約1,300公里，最高點海拔高度1,962米，受大陸氣候影響，蘊藏黃金、錫和稀土金屬。